# Michail Koljada
Michail Sergejevitsj (Misja) Koljada (Russisch: Михаил Сергеевич Коляда) (Sint-Petersburg, 18 februari 1995) is een Russisch kunstschaatser. Hij nam onder olympische vlag deel aan de Olympische Winterspelen 2018 in Pyeongchang, en won er de zilveren medaille met het landenteam. Individueel werd hij op de Spelen achtste. Koljada is drievoudig Russisch kampioen.

## Biografie
Koljada begon in 2000 met kunstschaatsen. Zijn coach Valentina Tsjebotareva zag de vijfjarige jongen schaatsen en nodigde hem uit om in haar groep mee te trainen. Hij bleek talent te hebben, al duurde het een tijdje voor hij daadwerkelijk doorbrak. Dankzij het winnen van de Russische kampioenschappen voor junioren mocht hij meedoen aan de WK junioren van 2013. Hier werd hij zesde.
Het seizoen 2013/14 begon goed met het winnen van zilver en brons bij Junior Grand Prix-wedstrijden. Hij was daardoor eerste reserve voor de JGP-finale. Koljada trok zich na de korte kür echter terug bij de nationale seniorenkampioenschappen vanwege een probleem met zijn schoenveters. Het jaar erna kampte hij met een enkelbreuk en sloeg hij vrijwel het gehele seizoen 2014/15 over. Zijn doorbraak volgde het seizoen erop toen hij zilver won op de NK. Koljada veroverde in 2017 en 2018 vier bronzen medailles bij belangrijke internationale toernooien: de EK's van 2017 en 2018, de WK van 2018 en de Grand Prix-finale van 2018. Hij nam onder olympische vlag deel aan de Olympische Winterspelen in Pyeongchang. Daar won hij zilver met het team en werd hij solo achtste.
Koljada huwde op 19 juli 2019 met voormalig paarrijdster Darja Beklemisjtsjeva. Door een operatie wegens een chronische bijholteontsteking miste hij eind 2019 de wedstrijden rondom de Grand Prix en de Russische nationale kampioenschappen.

## Persoonlijke records
Behaald tijdens ISU-wedstrijden. 
|                     | punten | datum      | toernooi          |
| ------------------- | ------ | ---------- | ----------------- |
| Hoogste totaalscore | 282.00 | 08-12-2017 | GP-finale         |
| Hoogste korte kür   | 103.13 | 03-11-2017 | GP Cup of China   |
| Hoogste lange kür   | 185.27 | 21-10-2017 | GP Rostelecom Cup |

## Belangrijke resultaten
| Kampioenschap                                                                | 11/12 | 12/13 | 13/14  | 14/15         | 15/16         | 16/17         | 17/18         | 18/19         | 19/20         | 20/21         |
| ---------------------------------------------------------------------------- | ----- | ----- | ------ | ------------- | ------------- | ------------- | ------------- | ------------- | ------------- | ------------- |
| Olympische Spelen                                                            |       |       |        |               |               |               | 8e · (team)   |               |               |               |
| Wereldkampioenschap                                                          |       |       |        |               | 4e            | 8e            | Brons         | 6e            | *             | 5e            |
| Europees kampioenschap                                                       |       |       |        |               | 5e            | Brons         | Brons         | 5e            |               | *             |
| Grand Prix-finale                                                            |       |       |        |               |               |               | Brons         |               |               |               |
| Nationaal kampioenschap                                                      |       | 7e    | t.z.t. | t.z.t.        | Zilver        | Goud          | Goud          | Zilver        | t.z.t.        | Goud          |
| WK junioren                                                                  |       | 6e    |        | geen deelname | geen deelname | geen deelname | geen deelname | geen deelname | geen deelname | geen deelname |
| NK junioren                                                                  | 6e    | Goud  | 5e     | geen deelname | geen deelname | geen deelname | geen deelname | geen deelname | geen deelname | geen deelname |
| t.z.t. = trok zich terug / * Afgelast naar aanleiding van de coronapandemie. |       |       |        |               |               |               |               |               |               |               |